# Lekythopora avicularis
Lekythopora avicularis is een mosdiertjessoort uit de familie van de Lekythoporidae. De wetenschappelijke naam van de soort is voor het eerst geldig gepubliceerd in 1909 door Maplestone.